# Rotterdam Rail Feeding

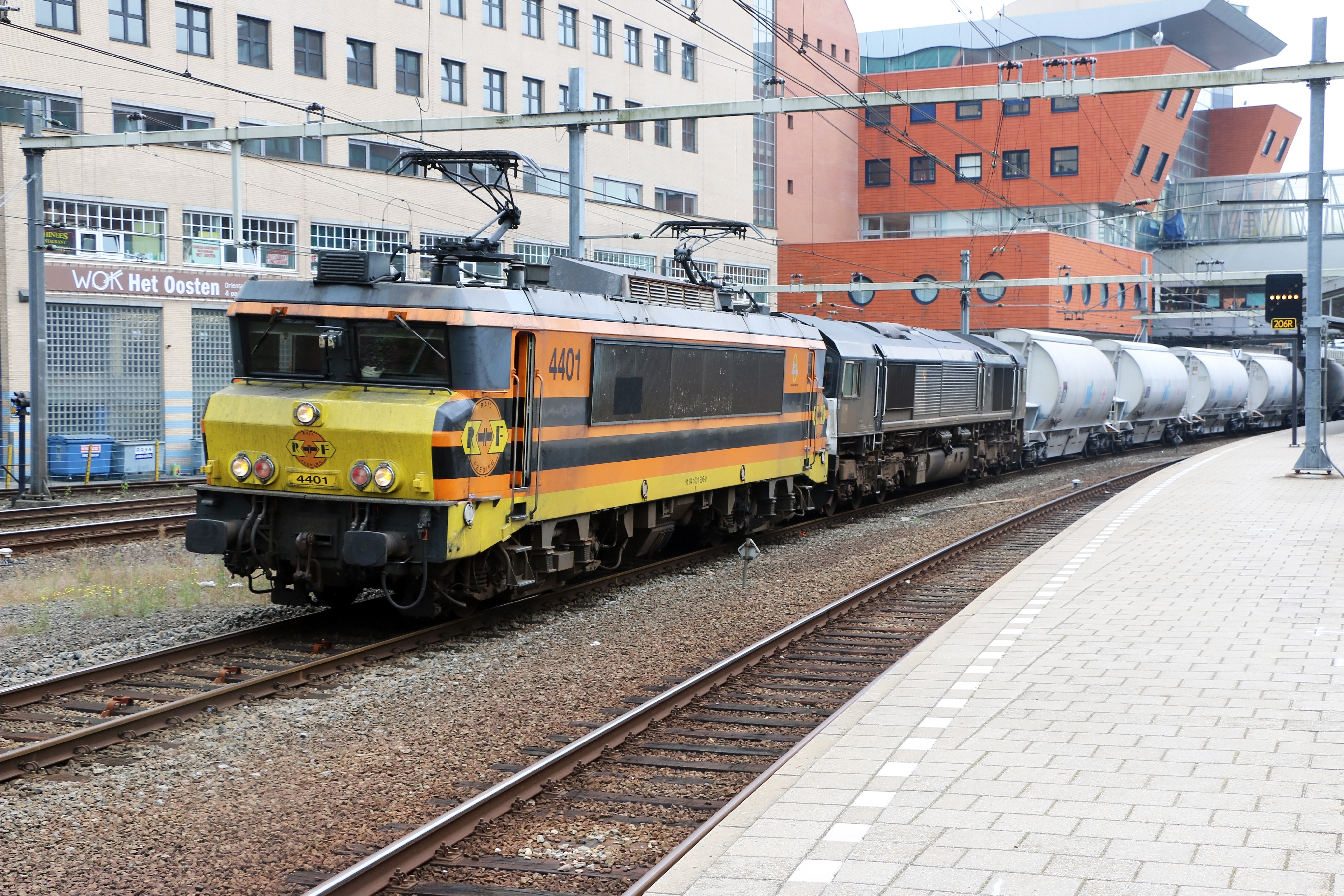
Lok Nr. 4401, 2014

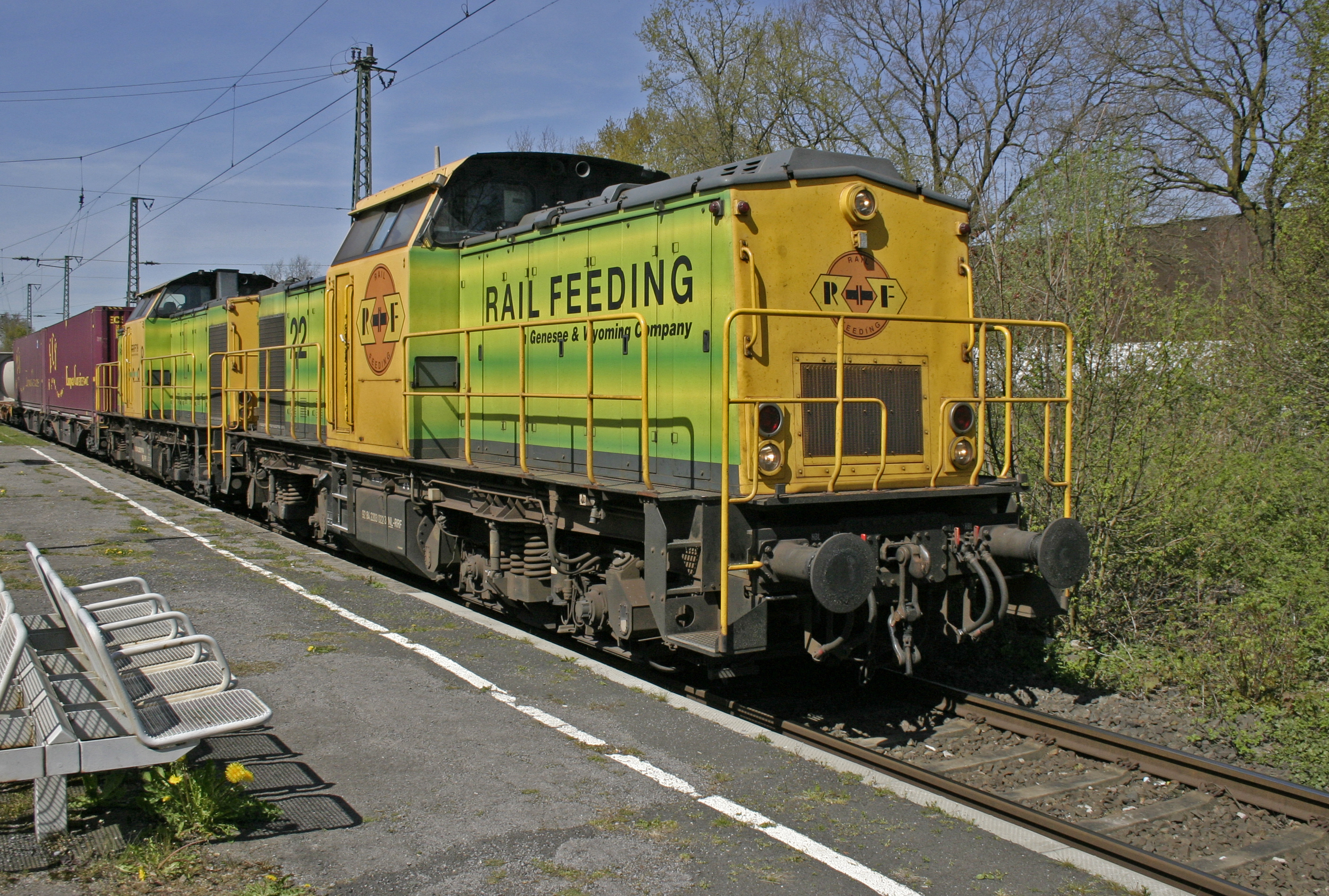
Lok Nr. 22 und 19 (ex DR 110 527 und DR 110 323) in Empel-Rees, 2015

Rotterdam Rail Feeding (RRF) ist eine niederländische Eisenbahngesellschaft mit Sitz in Rotterdam. RRF gehört zum amerikanischen Unternehmen Genesee and Wyoming und hatte im Jahr der Übernahme durch G&W 35 Beschäftigte.

## Geschichte
RRF wurde 2004 als Tochter des Eisenbahn-Personaldienstleister Spoorflex gegründet. Im folgenden Jahr wurde der Betrieb aufgenommen. Man begann mit Rangierdienstleistungen im zum Rotterdamer Hafen gehörenden Rangierbahnhof Maasvlakte. In den folgenden Jahren erfolgte der Ausbau des eigenen Geschäftsbetriebes sowie der Kauf eigener Lokomotiven. So werden Transportdienstleistungen zwischen den Übergabebahnhöfen und den Verladeterminals im Rotterdamer Hafen durchgeführt. Weiterhin stellt man in Zusammenarbeit mit dem Mutterunternehmen Lokomotiven und Personal für Bau- und Instandhaltungsunternehmen bereit. Am 15. April 2008 wurde die Übernahme durch das amerikanische Eisenbahnunternehmen Genesee and Wyoming  bekanntgeben. Der Kaufpreis betrug 21,4 Millionen Dollar.
Seit 2009 betreibt die Gesellschaft Güterverkehr in den gesamten Niederlanden, seit April 2011 werden Rangierdienstleistungen im belgischen Hafen Antwerpen durchgeführt.

## Fahrzeugpark
| Rangierloks, ursprünglich NS-Baureihe 600 der Nederlandse Spoorwegen: | Dieselloks, ursprünglich DR-Baureihe V 100.1 der Deutschen Bahn: | Rangierloks, ursprünglich SNCB-Baureihe 73 der SNCB: | E-Loks, ursprünglich NS-Baureihe 1600 der Nederlandse Spoorwegen: | Dieselloks Vossloh G 2000 BB, geleast von Alpha Trains (ATLD) | Dieselloks Class 66, geleast von Beacon Rail Leasing Limited (BRLL) |
| --- | --- | --- | ----------------------------------------------------------------- | ------------------------------------------------------------- | ------------------------------------------------------------------- |
| - RRF 1 (ex-NS 684, verkauft an Railpro) - RRF 2 (ex-NS 689, verkauft an Railpro) - RRF 3 (ex-NS 679, verkauft an Railpro) - RRF 4 (ex-NS 676, verkauft an Locon (9702)) - RRF 5 (ex-NS 683, verkauft an Locon (9701)) - 640 (ex-NS 640, ex-Strukton 300640, z-gestellt) - Ersatzteilspender (ex-NS 662) | - RRF 16 (ex-DB 202 421-4) - RRF 17 (ex-DB 202 682-1) - RRF 18 (ex-DB 202 819-9) - RRF 19 (ex-DB 202 323-2) - RRF 20 (ex-DB 202 730-8) - RRF 21 (ex-DB 202 407-3) - RRF 22 (ex-DB 202 527-8) - RRF 23 (ex-DB 202 454-5) - RRF 24 (ex-DB 202 783-7, ex-VolkerRail 203-3) | - RRF 101 (ex-SNCB 7382) - RRF 102 (ex-SNCB 7394) - RRF 103 (ex-SNCB 7391) - RRF 104 (ex-SNCB 7395) - RRF 105 (ex-SNCB 7383) - RRF 106 (ex-SNCB 7387) - RRF 107 (ex-SNCB 7390) - RRF 108 (ex-SNCB 7392) | - RRF 4401 (ex-NS 1606) - RRF 4402 (ex-NS 1609)                   | - RRF 1101 - RRF 1102 - RRF 1103                              | - RRF 561-03 - RRF 561-04 - RRF 561-05 - RRF 653-01                 |